# Ленинский район (Махачкала)
Ленинский район — один из трёх районов Махачкалы, расположен в юго-восточной части города.
Население района города (без подчинённых населённых пунктов) составляет 216 271 человек (2025 год).

## География
Граничит с Советским районом Махачкалы, с городом Каспийском и Карабудахкентским районом (бывший Ленинский сельский). Граница между Советским и Ленинским районом проходит по линии — пр-т Амет-Хана Султана — пр-т Гамидова — пр-т Имама Шамиля — ул. Магомеда Ярагского — ул. Пушкина — проезд у Аварского драмтеатра — Гор. пляж.
Включает в себя микрорайоны "Турали" (включает бывшие микрорайоны и кварталы «Г-1», «Г-2», «М-2», «М-4», «М-5», «Газовиков», «Турали-1», «Художник», «Рембаза-Турали», «Скачки», «Авиаагрегат», «Дагнефть», «Дагводстрой», «Восточный» (район РЦ «Пещера»), «Животноводов»), "Шарвили" (включает бывшие микрорайоны и кварталы «Ак-Гель», «Пальмира», «Мелиоратор», «Спутник», «Турист», «Талгинка», «Фрегат», «Восход»,  «Заря Востока», «Золотая осень», «Мичурин», «Связист», «Маяк», «ЖК «Ак-Гель», «Степной поселок», «Прибор»), "Анжи" (включает бывшие микрорайоны и кварталы «Перестройка» (1,2,3), «Мотор», «Тюльпан», «Ипподром», «ТЗБ-Турали», «Авиаагрегат»), "Талги" (с. Талги), а также село Новый Хушет
(с территориями жилых кварталов и микрорайонов «Пластик», «Искра», «Урожай-2», «Монтажник», «Домостроитель», «АЯК (ДСК)», «Дзержинец-1», «Джержинец», «Труд», «Восход», «Дружба») и посёлок городского типа Новый Кяхулай (с территориями жилых кварталов и микрорайонов «О. Чохского», «Декоративные культуры», «Рынок», «Ветеран», «Южанка», «Ручеек», «Асестра», «Прибор-2»). В состав укрупненных районов районов и поселений также вошли жилые микрорайоны и кварталы, образованные из бывших садоводческих, огороднических и дачных объединений граждан.
Магистрали общегородского значения — Проспект Кирова (Гамидова), проспект Калинина (имама Шамиля), Комсомольский проспект (Петра I), Степное шоссе (ул. Булача), пр-т А.Султана, Каспийское шоссе.
Основные площади — площадь Петра I.
На территории района расположены два озера Грязевое и Ак-гель.

## История
Район несколько раз менял свои границы и название. Первоначально был создан как Сталинский, затем переименован в Октябрьский. В середине 1950-х районное деление города было отменено. Вновь воссоздан в 1972 году, под названием Ленинский.

## Население
| \| 1979[4] \| 1989[5] \| 2002[6] \| 2010[7] \| 2012[8] \| 2013[9] \| 2014[10] \| \| -------- \| -------- \| -------- \| -------- \| -------- \| -------- \| -------- \| \| 127 875 \| ↘104 878 \| ↗154 581 \| ↗192 717 \| ↗194 781 \| ↗196 811 \| ↗198 063 \| \| 2015[11] \| 2016[12] \| 2017[13] \| 2018[14] \| 2019[15] \| 2020[16] \| 2021[17] \| \| ↗200 297 \| ↗202 632 \| ↗204 961 \| ↗205 997 \| ↗207 486 \| ↗208 181 \| ↗215 039 \| \| 2023[18] \| 2024[19] \| 2025[1] \| \| \| \| \| \| ↘214 787 \| ↗214 863 \| ↗216 271 \| \| \| \| \| 50 000 100 000 150 000 200 000 250 000 300 000 1989 2014 2019 2025 |          |          |          |          |          |          |
| 1979 | 1989     | 2002     | 2010     | 2012     | 2013     | 2014     |
| 127 875 | ↘104 878 | ↗154 581 | ↗192 717 | ↗194 781 | ↗196 811 | ↗198 063 |
| 2015 | 2016     | 2017     | 2018     | 2019     | 2020     | 2021     |
| ↗200 297 | ↗202 632 | ↗204 961 | ↗205 997 | ↗207 486 | ↗208 181 | ↗215 039 |
| 2023 | 2024     | 2025     |          |          |          |          |
| ↘214 787 | ↗214 863 | ↗216 271 |          |          |          |          |

## Промышленность
На территории районе расположена основная промзона города — Юго-Восточная.
- АО «завод им. М.Гаджиева» (пр-т Кирова)
- АО «Авиаагрегат» (быв. Машиностроительный завод) (ул. И.Казака)
- ОАО «Дагвтормет» (ул. Бейбулатов)
- ОАО «Дагэлетромаш» (пр-т Кирова)
- ОАО «Дагпродмаш» (пр-т Комсомольский)
- Завод Керамзит (пр-т А.Султана)
- НПЗ (пр-т А.Султана)
- ОАО Завод стекловолокна (Химшоссе)
- ОАО РКК «Порт-Петровск» (быв. рыбоперерабатывающий комбина им. Борцов Революции) (ул. Пушкина)
- Дагхладокомбинат (ул. Пушкина)
- Коптильно-маринадный комбинат (ул. Маркова)
- Булочно-кондитерский комбинат (пр-т Калинина)
- Дагестанский дрожжевой завод (Промшоссе)
- Жировой завод (ул. Маркова)
- ОАО Гормолзавод (ул. Бейбулатова)
- ГУП Махачкалинский вино-водочный завод (ул. Грозненская)
- ГУП Хлебозавод № 1 (ул. Бейбулатова)
- ГУП Хлебозавод № 2 (Комсомольский пр-т)
- Махачкалинский завод шампанских вин (ул. Маркова)
- Махачкалинский лакокрасочный завод (Комсомольский пр-т)
- Махачкалинский мясоперерабатывающий завод (Комсомольский пр-т)
- завод ЖБИ (пр-т Кирова)
- Махачкалинский домостроительный комбинат (пр-т А.Султана)
- Махачкалинская ТЭЦ

## Объекты социальной инфраструктуры
- Автовокзал «Южный» (пр-т А.Султана)
- Махачкалинский ипподром (Каспийское шоссе)
- гостиница «Ленинград» (пр-т Ленина)
- гостиница «Приморская» (ул. Лаптиева)
- магазин «Детский мир» (пр-т Ленина)
- Травматологическая больница (ул. Г.Цадаса)
- Горбольница № 1 (ул. Лаптиева)
- Роддом № 4 (ул. 26 бак. ком.)
- Аварский музыкально-драматический театр (ул. Пушкина)
- пляж «Загородный» (Каспийское шоссе)
- пляж «Прибой» (Каспийское шоссе)

## Памятники и достопримечательности
Памятники
- памятник С. М. Кирову (пр-т Кирова)
- памятник А. Султану (пересечение пр-тов А.Султана, Кирова и ул. Венгерских бойцов)
- памятник И.Казаку (угол улиц И.Казака и 26 бак.ком.)
- памятник Ленину и Горькому (ул. И.Казака)
- памятник Ленину (ул. 26 бак. ком.)
- памятник Э.Капиеву (пр-т Ленина, маг. Детский мир)
- мемориальный комплекс «Русской интеллигенции» (парк Ак-Гель, пр-т Петра I)

Сады и парки
- сквер им. Кирова
- парк Ак-гель
- Родопский бульвар
- бульвар С. Стальского